# IONITY
IONITY is een Europees laadnetwerk van ultrasnelladers (HPC) om lange afstanden binnen het continent mogelijk te maken. De joint-venture is in 2017 opgericht door de BMW Group, Daimler AG, Ford Motor Company en Volkswagen Group. Om de elektromobiliteit toegankelijk te maken zouden er tot eind 2020 400 stations operatief moeten zijn. Het doel is om binnen een straal van 120 kilometer minstens een snellaadlocatie in gebruik te hebben.   

## Laadstations
Voor de Europese dekking van ultrasnelladers gelden bij IONITY de volgende eisen:
- Laadvermogen tot en met 350 kW;
- Gebruik van de Europese standaardaansluiting CCS;
- Twee tot acht laadpalen per station.

De snellaadpalen zullen worden geproduceerd door Tritium en ABB, slechts enkele laadinstallaties zijn geplaatst door Porsche (onderdeel van Volkswagen). De locaties bevinden zich bij partners die met IONITY een overeenkomst hebben gesloten, zoals Q8, Shell, OMV, Tank & Rast en Circle K. Op 20 december 2019 werd het 200ste snellaadstation in gebruik genomen.